# 甄辅臣
甄辅臣，山西平定人，是一名清朝政治人物。监生出身。
甄辅臣曾于1791年接替何廷凤任青浦县知县一职，1791年由田文龙接任。